# Ulmi, Olt
Ulmi este satul de reședință al comunei Milcov din județul Olt, Muntenia, România. Se află în Lunca Oltului.